# Oideterus lobicollis
Oideterus lobicollis es una especie de escarabajo longicornio del género Oideterus, categorizada en la tribu Anacolini, de la subfamilia Prioninae. Fue descrita por Bates en 1875.
Existe un ejemplar de la especie en el museo Nacional de Historia Natural de Francia.

## Descripción
Mide 16,8-21,2 mm de longitud.

## Distribución
Se distribuye por América del Sur: en Colombia y Ecuador.